# マイケル・ズロ
マイケル・アンソニー・ズロ（Michael Anthony Zullo, 1988年9月11日 - ）は、オーストラリア・クイーンズランド州ブリスベン出身の元サッカー選手。現役時代のポジションはDF、MF (LSB、LMF)。

## 経歴
2005年、地元のブリスベン・ストライカーズFCでキャリアをスタート。2007年にクイーンズランド・ロアーFCと2年契約を結んだ。開幕戦に途中出場すると、第6節までに5試合に同様の形で出場した。出場6試合目となったウェリントン・フェニックスFC戦で初先発の座を掴むと開始早々にゴールを決め、その数分後に親友で若手のロビー・クルーズが追加点を決めた。この試合以降レギュラーとして起用されていたが、12月のシドニーFC戦で大腿筋を負傷したことで6週間に渡り戦線離脱した。
2008-09シーズンの終わりにエールディヴィジのFCフローニンゲンとNECナイメヘンからオファーがあったものの、Aリーグでプレーを続けることを望み両クラブの申し出を断った。
2010年4月2日、同僚のトミー・オアー、アダム・サロタと共にオランダのFCユトレヒトに3年契約・移籍金180万オーストラリア・ドルで移籍した。2011年2月8日、1-1と引き分けたNEC戦で81分からピッチに立ち、移籍後初出場となった。
2015年7月14日、メルボルン・シティFCに1年契約で加入。2016年5月11日、シドニーFCへ移籍した。グレアム・アーノルド監督の下で左サイドバックとしてレギュラーの座を掴み、2シーズン連続でAリーグの年間ベストイレブンに選出された。

## 代表歴
ブリスベン・ロアーでのプレーが認められU-23に初招集されると、イラク戦で初出場し2-0で勝利した。
2009年1月28日、AFCアジアカップ2011 (予選)の0-0で引き分けたインドネシア戦で途中出場し、A代表デビューを果たした。

## 人物
オーストラリアのテレビ局FOX8が放送するフットボール・スパースターシーズン3に出場したジュリアンを弟に持つ。地元の大学に在籍している時に1st XI Footballというサッカーアカデミーに所属していた。

## タイトル

### クラブ
シドニーFC
- Aリーグ : 2016-17, 2017-18, 2019-20
- FFAカップ : 2017

### 個人
- Aリーグ・ベストイレブン (LSB) : 2016-17, 2017-18